# 陳永明 (語文教育家)
陳永明（？—），中國香港語言學者，曾為香港電台主持電視文教節目。亦擅哲學，著作曾為香港暢銷書之一。

## 生平
畢業於香港中文大學新亞書院中文系，其後在美國耶魯大學攻讀哲學碩士，並在威斯康辛大學東亞研究系攻讀博士，曾任香港浸會大學中文系系主任及香港教育大學語文教育學院院長。
於1996年開始在電視台及電台主持文化節目，曾在亞洲電視主持「優勝之道論孔子」，並在香港電台主持「思前後想」、「詩韻詞情」、「文化·com」及「中文一分鐘」節目。他曾為《信報》〈繁星哲語〉專欄、《香港聯合報》〈望遠集〉及〈摘藝〉專欄撰稿。

## 著作
陳教授的著作涉獵面十分廣，由中國文學、哲學，以至音樂，都有獨特的見解，著作包括有《中國文學散論》、《哲學子午線》、《音樂子午線》、《哲人哲語》、《原來孔子》、《原來尼采》及《五線譜上的躑躅》等。

## 節目主持
- 《中文一分鐘》：香港電台
- 《優勝之道論孔子》：亞洲電視本港台配音劇《孔子》解說

## 外部連結
- 彩雲見證-- 陳永明[永久]